# Шахтёрское (Павлоградский район)
Шахтёрское (укр. Шахтарське, до 2016 г. — Тельмана, укр. Тельмана) — село,
Богдановский сельский совет,
Павлоградский район,
Днепропетровская область,
Украина.
Код КОАТУУ — 1223581304. Население по переписи 2001 года составляло 145 человек .

## Географическое положение
Село Шахтёрское находится в 3,5 км от правого берега реки Самара и в 3,5 км от села Мерцаловка.

## Экономика
- Шахта «Днепровская».
- Шахта им. Н. И. Сташкова.